# Листра
Листра (греч. τὰ Λύστρα) — город в Ликаонии, на территории современной Турции.
Листра расположена в 30 километрах к юго-западу от города Конья и к северу от деревни Хатунсарай. В небольшом музее Хатунсарай хранятся артефакты из древней Листры.
Листра — древнее название города. Современное название Клистра, который находится в округе Конья в районе Мерам. Сейчас там находятся руины города, древняя церковь с большим крестом на стене, винодельня и др.
Город три раза посещался апостолом Павлом (Деян. 14:6—21, 2Тим. 3:11). В Листре апостол Павел и Варнава были приняты язычниками за богов (Ермия и Зевса, (Деян. 14:12), вследствие чудесного исцеления хромого и хотели даже принести им жертву, так что апостолы едва убедили народ оставить это богохульственное их намерение. Впрочем вскоре после сего жители Листры с замечательным легкомыслием вняли убеждениям неверующих иудеев и едва не побили на смерть апостола Павла камнями, так что будучи принятым за умершего, он был вынесен уже за город (Деян. 14:19, 20). Вскоре после этого апостол снова пришёл в Листру и проповедовал здесь (Деян. 14:21). Значительно позднее он ещё раз посетил Листру, где уже находилось христианская община и встретился здесь или в соседнем г. Дервии с Тимофеем (Деян. 16:1—3, 2Тим. 3:11). Предполагаемое положение Листры определяется местностью: Бин-бир Килиса (тысяча одна церковь), а по другим — селением Латик или Ладик, на восточном склоне высокой горы Карадаг, где существует много замечательных и больших развалин, как предполагается уже христианской эпохи. Епископ Павел Листрийский присутствовал на первом Константинопольском соборе (в 381 г.) вместе с 12 другими ликаонийскими епископами.